# Kawasaki Z 250 C
Kawasaki Z250 C ist ein Motorradmodell der japanischen Firma Kawasaki Heavy Industries.

## Geschichte
Das Modell kam im Jahr 1980, ein Jahr nach der Kawasaki Z 250 A als Nachfolge zur Kawasaki Z 200 auf den Markt. Der Neupreis betrug 1981 3620 DM. Sie wurde bis 1982 gebaut.

## Technik
Der Motor ist ein luftgekühlter Einzylinder-Viertakt-Motor mit 246 cm³ Hubraum, obenliegender Nockenwelle und Elektro-Starter. Er war für die Einstufung in die versicherungsgünstigere Klasse auf 17 PS gedrosselt worden. Diese Leistung wird bei einer Drehzahl von 7.000/min erreicht. Die Gemischaufbereitung erfolgt durch einen Vergaser mit einem Durchlass von 26 mm. Das maximale Drehmoment liegt bei 19 Nm an, die bei 4000/min erreicht werden. Das Getriebe verfügt über 5 Gänge. Der Endantrieb vom Getriebe zum Hinterrad erfolgt über eine Rollenkette. Vorne und hinten wird mit Trommelbremsen verzögert. Die Z 250 C rollt auf Gussrädern. Vorne arbeitet eine Telegabel mit 150 mm Federweg, hinten sind es zwei Federbeine mit einem Federweg von 80 mm. Die Maschine erreicht eine Höchstgeschwindigkeit von 126 km/h und wiegt vollgetankt 132 Kilogramm. Der 9,3 Liter große Stahltank machte es möglich, bei einem Verbrauch von 4–5 Litern auf 100 km auch weitere Fahrten mit dem Motorrad zurückzulegen.
Das Modell war in den Farben Marineblau und Silbermetallic erhältlich, 1981 (Modell C2) wurde es in rot und Grün angeboten.
Im Vergleich zur Kawasaki Z 200 wies das Modell einen 3 Zentimeter größeren Radstand, einen flacheren Lenkkopfwinkel und größeren Nachlauf auf. An Stelle der Scheibenbremse wurde eine Duplex-Trommelbremse verbaut.

## Z250 LTD (G) & (W1)
1980 bot Kawasaki neben der Z250 auch die Z250 LTD mit dem gleichen Einzylindermotor an. Wie auch die größeren Modelle der LTD-Reihe war das Motorrad als Softchopper ausgelegt. Der tropfenförmige Tank fasste 8 Liter, der Rahmen war identisch mit dem der 250 C. Das Modell war in Blau oder Rot erhältlich.
1981 wurde das Modell von der Version G2 abgelöst, neben einer anderen Farbgebung wurde die Rahmengeometrie geändert und die Federwege verlängert. Ein Vergaser mit Unterdruckmembran und eine vollelektrische Zündung verbesserten den Motorlauf (die Z250 C hatte weiterhin eine kontaktgesteuerte Spulenzündung). Ab 1983 wurde ein Modell mit Belt-Drive angeboten (Z 250 W1), dieses besaß einen größeren 11,7 Liter-Tank, größere Räder mit Reifen in 3.00-19 (vorne) und 120/90-16 (hinten), im Vergleich zur kettengetriebenen Z 250 G kostete es 160 DM Aufpreis. Beide Modellversionen, G und W+, waren bis 1984 erhältlich.